# にごり湯

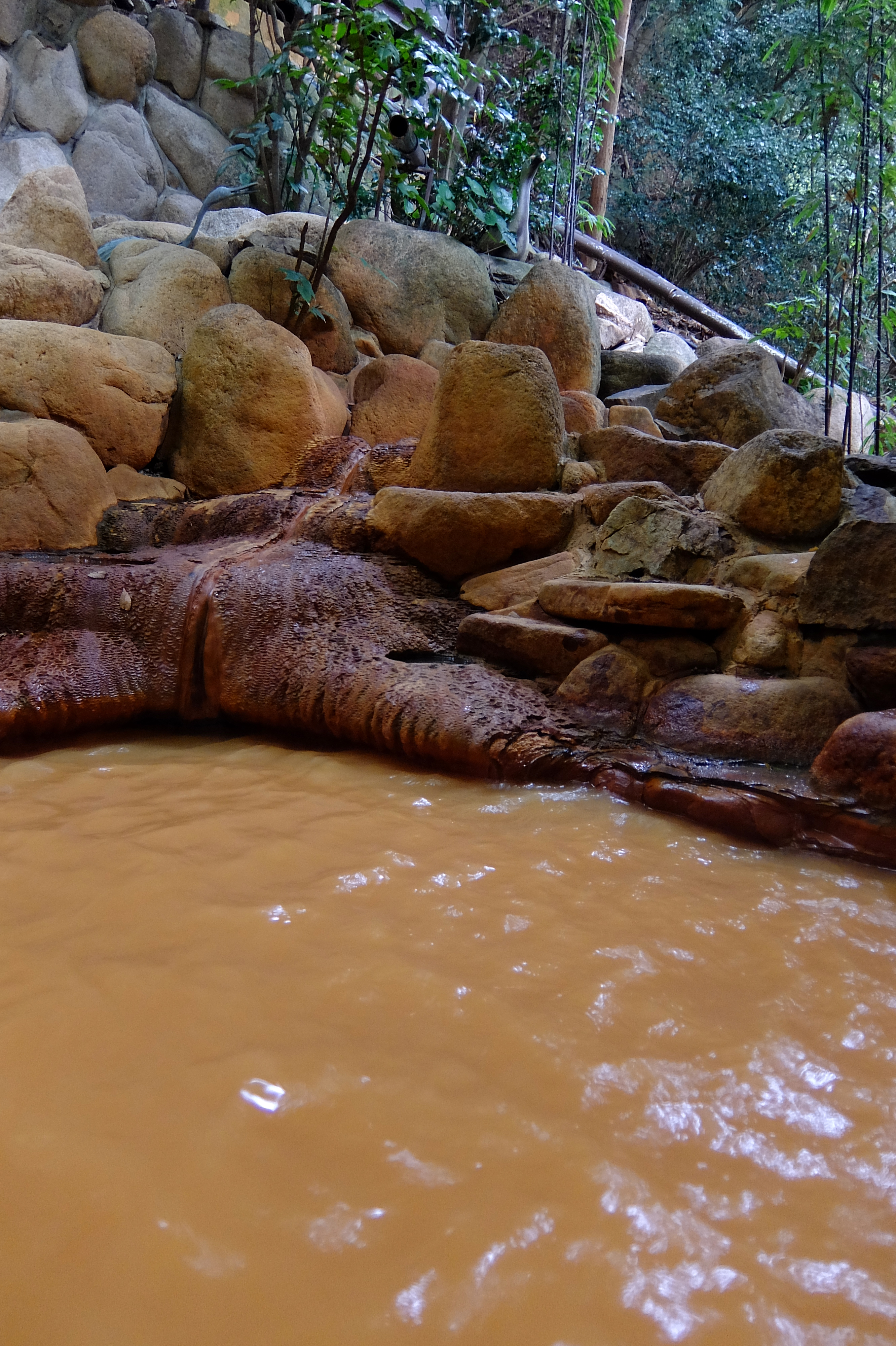
有馬温泉 金泉

にごり湯（にごりゆ）とは、温泉成分の影響で不透明に見える温泉のこと。
温泉は湧出すときは無色透明であっても、地表に湧出してから温泉成分の酸化や、圧力の変化のために成分が変化して色がつくこともあり、色付きの源泉もある。硫黄やカルシウムなどの含有成分が変化し、濁り、温泉成分によって様々な色となる。乳白色のものは、硫黄成分が酸化してできる湯の花によって着色する。